# Jardin botanique de Chicago
Le Jardin botanique de Chicago, en anglais Chicago Botanic Garden (CBG), est un jardin botanique situé à Glencoe dans l'État de l'Illinois (États-Unis).